# 셔터

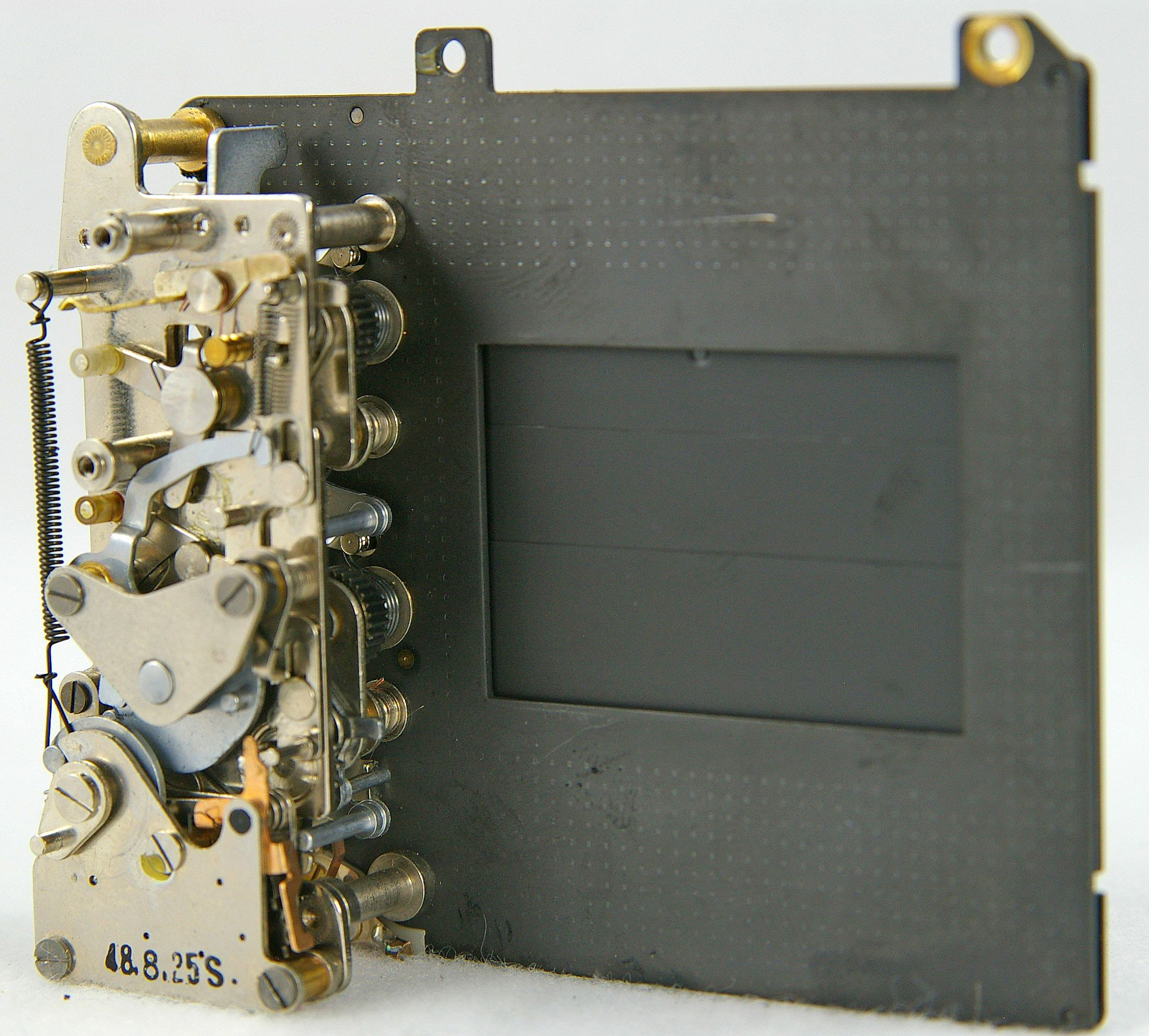
수직 이동 포컬-플레인 셔터

사진 촬영에서 셔터(shutter)는 정해진 시간 동안 빛이 지나가도록 만들어 주는 장치이며 필름이나, 빛에 민감한 전자 센서를 빛에 노출시켜 영구적인 화상을 얻는 것이 목적이다. 셔터는 영사기나 시그널 램프와 같은 데에서 어느 정도의 빛을 바깥으로 투과시킬 때에도 사용된다. 필름면의 직전에서 개폐하는 포컬플레인 셔터(focal-plane shutter)와 렌즈의 내부나 또는 렌즈 부근에서 개폐하는 리프 셔터(혹은 렌즈 셔터. Leaf Shutter, lens shutter)가 일반적이며, 디지털 카메라는 전자식 셔터를 지원하는 경우도 있다.

## 종류

### 포컬플레인 셔터

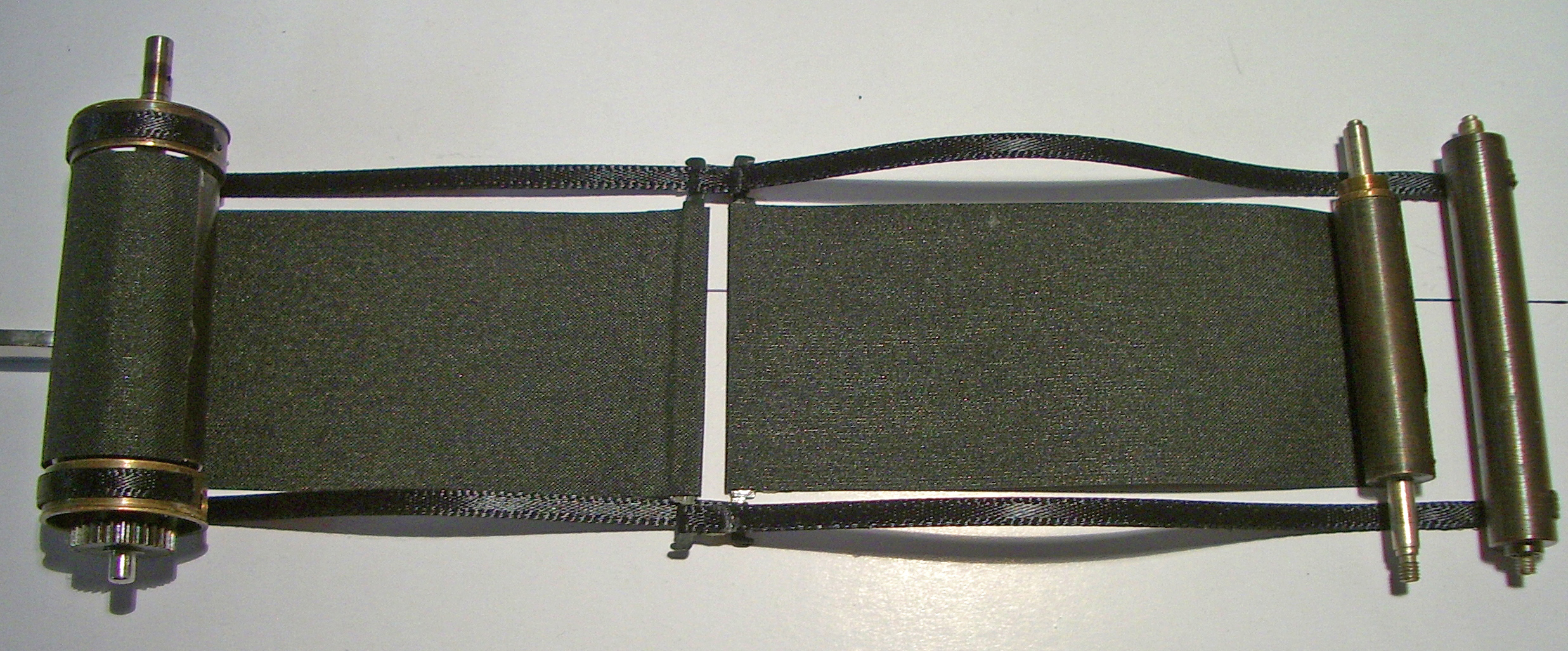
듀얼-커튼 포컬-플레인 셔터

전통적 듀얼-커튼 포컬플레인 셔터는 선막(先幕)과 후막(後幕)으로 이뤄진 2개의 포막(布膜)이 간격을 두고 필름면을 통과함으로써 노광(露光)을 행한다. 노광 시간의 조절은 포막의 간격을 바꾸어 조절한다. 셔터를 고정시키면 2개의 막은 다 같이 원통에 말리게 되며, 그 다음 릴리스 버튼(release button)을 누르면 선막이 롤러에 말리면서 노광이 시작되고 잇따라 후막이 말려 가면서 노광이 끝난다.
대부분의 35mm 카메라와 DSLR 카메라에서는 수직 이동 포컬플레인 셔터를 사용한다. 이 셔터는 수평적 셔터와 같은 방법으로 작동하지만 셔터가 이동해야 하는 거리가 짧기 때문에 서텨막은 짧은 시간 내에 필름판을 가로지를 수 있다. 또한 수평적 셔터보다 더 빠른 플래시 동조 속도를 얻을 수 있다.

다양한 속도에서의 셔터의 모습
셔터가 열리는 모습

### 리프 셔터

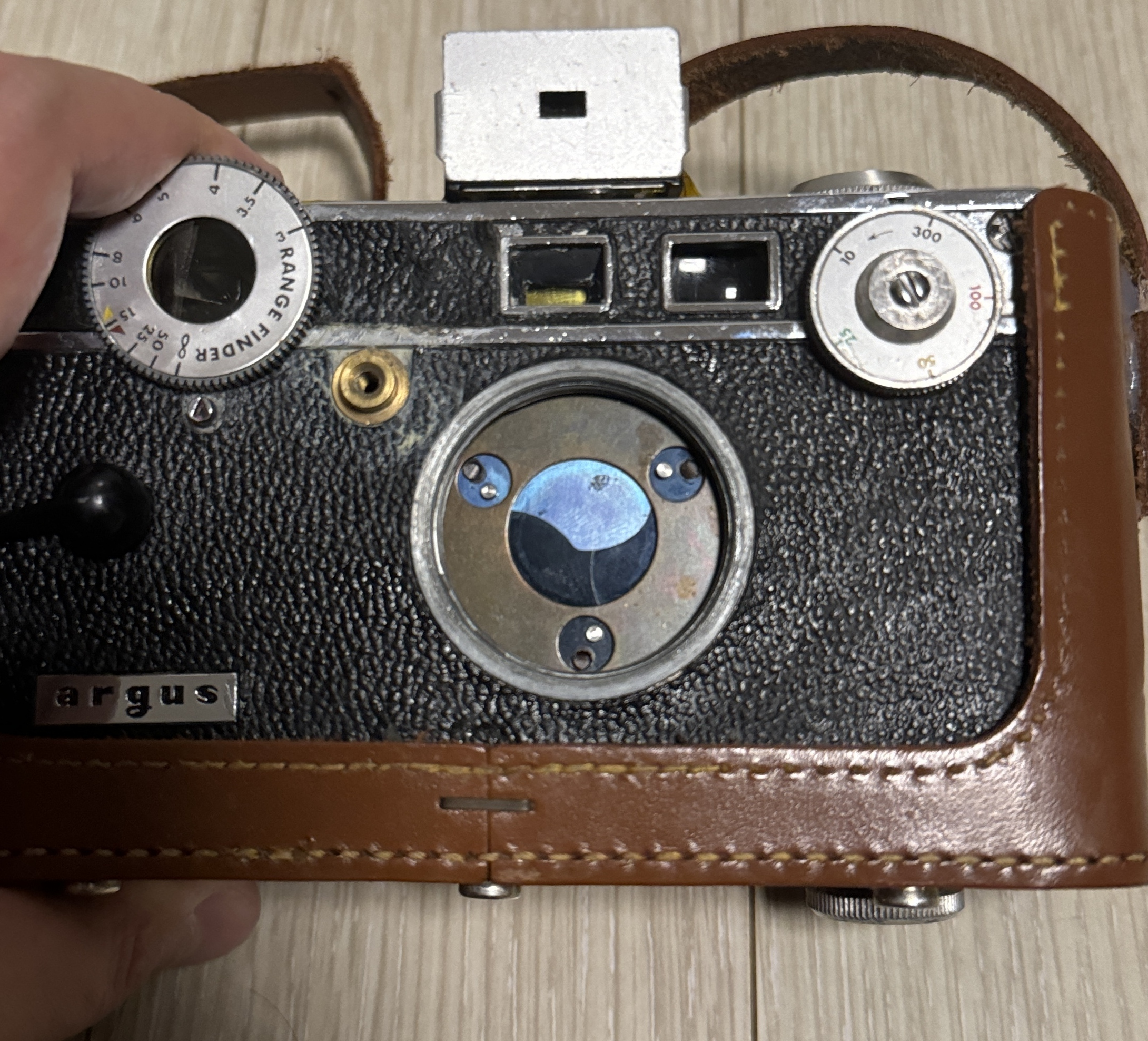
아거스 C3의 리프 셔터

리프 셔터는 몇 개의 극히 얇은 강판(鋼板)으로 만든 날개 모양의 섹터(sector)가 창문 주위에 배치된 것으로, 렌즈 셔터라고도 불린다. 마치 홍채 조리개를 빨리 여닫는 것과 마찬가지로 링(ring)을 회전시키면 섹터는 동시에 선회하여 이 셔터는 개폐된다. 우선 세트라 불리는 조작에 의해 스프링에 장력(張力)을 주고, 릴리스 버튼(release button)을 누르면 섹터는 스프링의 장력으로 일제히 열리며 그 상태가 잠시 지속되며, 이 시간을 조절하기 위해 톱니바퀴 장치가 있어서 조절할 수 있다. 고정된 시간이 되면 스프링의 장력으로 섹터는 닫히게 된다.

### 전자식 셔터

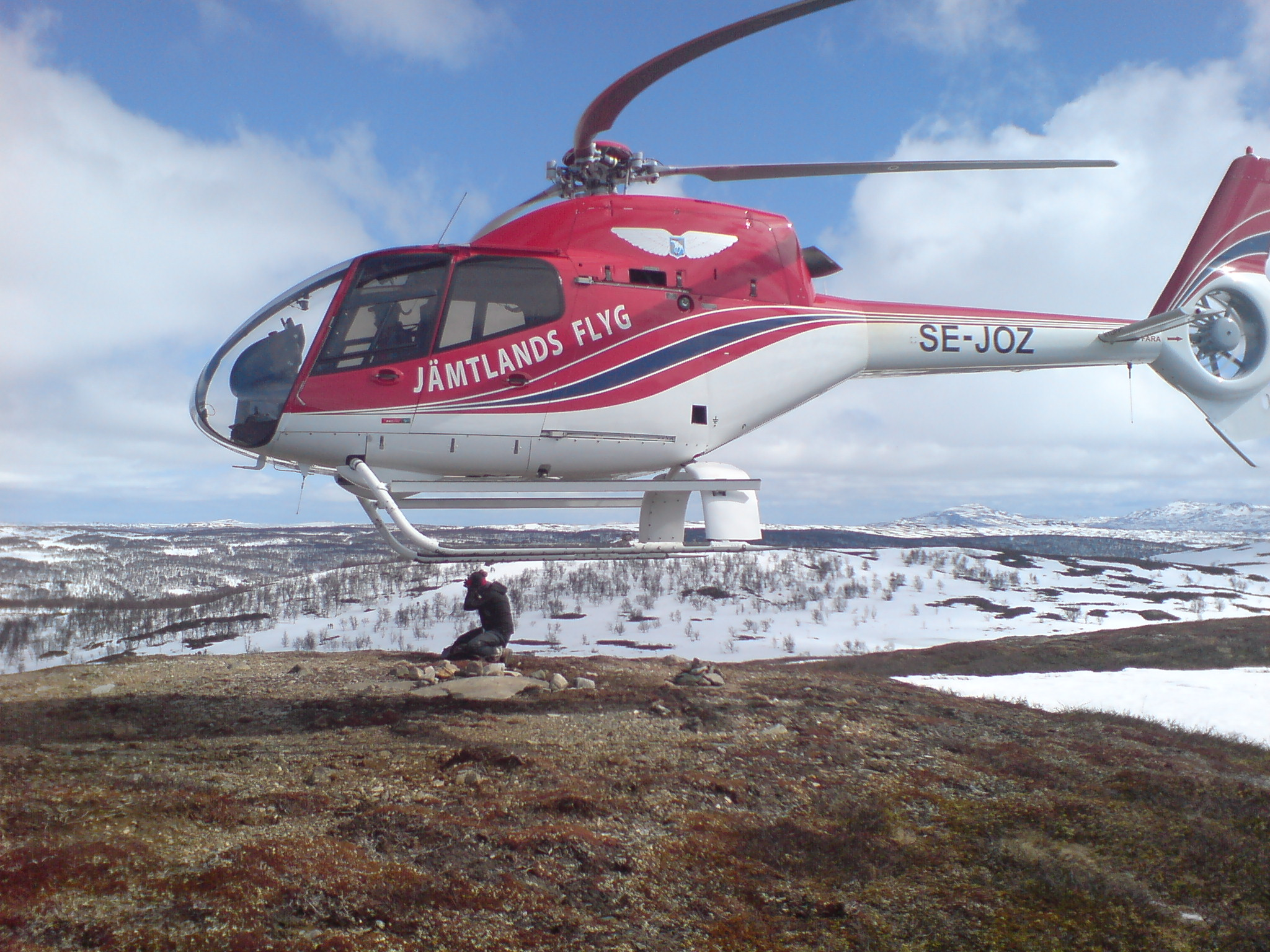
젤로 현상의 예. 헬리콥터 날개가 부자연스럽게 휘어져 있다.

CCD와 CMOS 이미지 센서는 픽셀 셀 전하를 짝지워진 공간에 한 번에 보내어 셔터와 동일한 기능을 제공하도록 설계될 수 있다. 짝지워진 공간에 풀 프레임이 한 번에 전송된다면 그것은 글로벌 셔터이다. 빛이 모아지는 동안 음영 셀은 독자적으로 읽힐 수 있다.
풀 프레임의 별도 공간이 없는 이미지 센서는 롤링 셔터라고 불리는 연속적으로 데이터를 전송하는 방법을 사용하여야 한다. 롤링 셔터는 이미지를 한 줄씩 스캔하므로, 각각의 라인은 기계적인 포컬플레인 셔터와 같이 이전의 라인과는 다른 상황에 노출된다. 따라서 카메라나 피사체의 움직임은 젤로 현상과 같은 기하학적인 왜곡을 일으킬 수 있다.

## 셔터 지연
셔터 지연은 셔터를 눌러 카메라가 사진이 찍힘으로써 응답하는 시간을 말한다. 이러한 지연이 대부분의 필름 카메라에서 중요하지 않지만, 일부 디지털 카메라는 수백만 밀리초에서 셔터 렉이 일어날 수 있기 때문에 사용자를 조금 성가시게 만들 수 있다.

## 같이 보기
- 사진 렌즈
- 셔터 속도

## 참고 문헌
- 이 문서에는 다음커뮤니케이션(현 카카오)에서 GFDL 또는 CC-SA 라이선스로 배포한 글로벌 세계대백과사전의 내용을 기초로 작성된 글이 포함되어 있습니다.